# Rajbanshi (jezik)
Rajbanshi jezik (ISO 639-3: rjb, povučen iz upotrebe), ime jednog jezika iz Indije, Bangladeša i Nepala, sada nepriznatog, koji nje podijeljen na dva priznata individualna jezika, to su kamta [rkt] ili rangpuri [rkt] i rajbanshi [rjs]

## Vanjske poveznice
- Ethnologue (14th)
- Ethnologue (15th)